# Gargara nigronervosa
Gargara nigronervosa är en insektsart som beskrevs av Kato 1928. Gargara nigronervosa ingår i släktet Gargara och familjen hornstritar. Inga underarter finns listade i Catalogue of Life.